# Sihelné
Sihelné je obec na Slovensku v okrese Námestovo.

## Historie
První známá písemná zmínka o obci pochází z roku 1630. V obci je moderní římskokatolický kostel Povýšení svatého Kříže z 20. století.

## Geografie
Obec se nachází v nadmořské výšce 710 metrů a rozkládá se na ploše 14,41 km². K 31. prosinci roku 2017 žilo v obci 2 154 obyvatel.

## Osobnosti
- Štefan Luscoň (1912–1977) – fyzik a kněz